# Straßenbahn Krefeld
Die Straßenbahn Krefeld bildet seit dem Jahr 1883 das Rückgrat des Öffentlichen Nahverkehrs in Krefeld. Nachdem es in den 1960er Jahren Bestrebungen zur Stilllegung des Straßenbahnnetzes gegeben hatte, in deren Folge viele Streckenabschnitte eingestellt wurden, wurden seit 1980 wieder Neubaustrecken eröffnet. Am 9. Juni 2013 wurde jedoch der einen Kilometer lange Streckenabschnitt zur ehemaligen Hauptverwaltung der Thyssen-Edelstahlwerke (heute: Outokumpu Nirosta) stillgelegt. In den letzten Jahren wurden neue Niederflurwagen des Typs Bombardier Flexity Outlook C beschafft.
Heute wird das meterspurige Netz von vier Linien bedient und umfasst rund 43 Kilometer Linien- und 36,7 Kilometer Streckenlänge. Davon sind 14,8 Kilometer auf einem eigenen Bahnkörper verlegt und somit beinahe unbeeinflusst vom Individualverkehr.
Betrieben wird die Straßenbahn von der SWK MOBIL GmbH, einem Unternehmensbereich der in städtischem Besitz befindlichen SWK Stadtwerke Krefeld AG. Außerdem verkehren die normalspurigen Linien U 70 und U 76 der Stadtbahn Düsseldorf, die in der Krefelder Innenstadt auf Drei- bzw. Vierschiengleisen gemeinsame Streckenabschnitte nutzen.

## Geschichte

### Pferde- und Dampfbahn
Im Jahr 1883 beauftragte die Stadt Krefeld das Berliner Unternehmen Eisenbahnbau- und Betriebs-Gesellschaft Reymer und Masch mit dem Bau eines Straßenbahnnetzes. Innerhalb eines Jahres baute es drei meterspurige Dampfbahnstrecken zu benachbarten Orten und eine Pferdebahn zur Verbindung dieser Strecken im Stadtgebiet. Am 1. Januar 1884 gründete die Stadt die Crefeld-Uerdinger Localbahn AG und erteilte ihr eine 40-jährige Konzession für den Betrieb der Straßenbahnen in Krefeld.
| Eröffnungsdatum   | Strecke                                        | Art        |
| 3. Mai 1883       | Rheinstr. – Uerdinger Str. – Kaiserstr.        | Dampfbahn  |
| 10. Mai 1883      | Neusser Str. – Hochstr. – Friedrichstr.        | Pferdebahn |
| 11. Mai 1883      | Thiergarten – Bockum                           | Dampfbahn  |
| 12. Mai 1883      | Friedrichstr. – Sternstr. – Drießendorfer Str. | Pferdebahn |
| 8. Juni 1883      | Bockum – Bahnübergang in Uerdingen             | Dampfbahn  |
| 10. Juni 1883     | Drießendorfer Str. – Oranierring               | Pferdebahn |
| 25. Juli 1883     | Drießendorfer Str. – Hüls                      | Dampfbahn  |
| 5. September 1883 | Bahnhof – Kölner Str. – Fischeln               | Dampfbahn  |
| 5. November 1883  | Bahnübergang – Uerdingen, Markt                | Dampfbahn  |

Dieses Netz wurde mit 13 Dampflokomotiven, 30 Personenwagen und 13 Pferdebahnwagen befahren. Die Depots befanden sich an der Kreuzung Vinzensstraße/Kronprinzenstraße (heute Philadelphiastraße) in Krefeld und in Fischeln. Später entstand ein drittes Depot in Hüls.

### Elektrische Straßenbahn bis zum Ersten Weltkrieg
Seit dem 15. Dezember 1898 wird die Stadt durch die, von der Rheinischen Bahngesellschaft AG betriebene und normalspurige, K-Bahn aus Richtung Düsseldorf angefahren. Da diese gut angenommen wurde, die Pferdebahn an ihre Kapazitätsgrenze stieß und die Dampflokomotiven wegen ihres Lärms und ihrer Abgase nicht sehr beliebt waren, änderte die Stadt am 13. September 1899 mit dem Betreiber der Bahn den Konzessionsvertrag so, dass alle Strecken elektrifiziert werden sollten. Darüber hinaus sollten bis zum 1. Juli 1902 noch sechs weitere Strecken gebaut werden. Im ursprünglichen Vertrag war festgesetzt, dass die Gesellschaft am 31. Dezember 1942 in den Besitz der Stadt übergehen sollte. Damit wurde die Lokalbahn Eigenbetrieb der Stadt.
Als erstes wurde durch die Firma Siemens & Halske ein Elektrizitätswerk an der heutigen Hansastraße errichtet. Dieses versorgte die Bahn mit 550 Volt Gleichspannung. Die Oberleitungen wurden von der Union Electricitäts-Gesellschaft aus Berlin hergestellt. Am 12. Oktober 1900 fand die erste Probefahrt auf der Strecke zwischen Fischeln und Krefeld statt, die reguläre Eröffnung der ersten Linie folgte am 1. November. Ende 1901 waren die Elektrifizierungsarbeiten beendet. Folgende Strecken wurden bis 1904 neu gebaut:
| Eröffnungsdatum    | Strecke |
| 21. November 1900  | Bahnhof – Kanalstr. – Ostwall – Moerser Str. – Moerser Platz                                                                     |
| 19. November 1900  | Ostwall – Rheinstr. – Kronprinzenstr. – Cracauer Str. – Bismarckplatz                                                            |
| 19. April 1901     | St.-Anton-Str. – Bahnhof St. Töniser Str.                                                                                        |
| 18. September 1901 | Bahnhof St. Töniser Str. – Uerdinger Markt                                                                                       |
| 22. September 1902 | Wasserturm – Gladbacher Str. – Behringshof                                                                                       |
| 31. Juli 1903      | Bismarckplatz – Hohenzollernstr. – Stadtwald                                                                                     |
| 6. August 1903     | Frankenring – Marktstr. – Karlsplatz – Westwall – Dreikönigenstr. – Alte Linner Str. – Seidenstr. – Dießemer Str. – Oppumer Str. |
| 23. Juli 1904      | Bahnhof St. Töniser Str. – St. Tönis                                                                                             |

Insgesamt wurden Ende 1904 sechs neue Linien in Krefeld und Umgebung durch die Crefelder Straßenbahn AG betrieben. Sie waren mit römischen Ziffern und Farben (farbige Hinterlegung) gekennzeichnet.
| Nummer | Strecke                                                                             | Takt (Minuten) |
| I      | Uerdingen Markt – Bockum – Rheinstr. – Markthalle – St. Tönis                       | 15             |
| Ia     | St. Töniser Str. – Markthalle – Rheinstr. – Thiergarten                             | 5/10           |
| II     | Hüls – Moritzplatz – Markthalle – Hochstr./Neumarkt – Bahnhof Nordseite             | 20             |
| IIa    | Moritzplatz – Markthalle – Hochstr./Neumarkt – Bahnhof Nordseite                    | 5/10           |
| III    | Moerser Platz – Nordwall – Ostwall – Bahnhof Nordseite – Hubertusstr. – Amtsgericht | 10             |
| IIIa   | Stadtwald – Bismarckplatz – Rheinstr. – Ostwall – Bahnhof Nordseite                 | 10             |
| IV     | Schlachthof/Bahnstr. – Dreikönigenstr. – Westwall – Marktstr./Frankenring           | 10             |
| V      | Fischeln – Bahnhof Südseite – Saumstr. – Heideck/Wasserturm – Behringshof           | 10             |
| VI     | Augustaplatz – Martinstr. – Friedhof                                                | 10             |

Bis 1914 wurde das Netz regelmäßig erweitert. Es kamen folgende Abschnitte neu hinzu:
| Eröffnungsdatum    | Strecke                                                         |
| 16. November 1906  | Amtsgericht – Westparkstr.                                      |
| 16. April 1908     | Oppumer Str. – Oppum – Linn Mitte                               |
| 31. Mai 1908       | Linn Mitte – Linn Rheinhafen                                    |
| 7. Dezember 1909   | Moerser Platz – Moerser Str. – Moerser Landstr. – Traar Rathaus |
| 7. Dezember 1908   | Moerser Eck – Hüttenallee – Stadtwald                           |
| 1. Oktober 1910    | Heideck – Willich – Schiefbahn                                  |
| 8. Dezember 1908   | Behringshof – Stahlwerk                                         |
| 3. Februar 1913    | Bahnstr. – Oberdießemer Str. – Oberdießem                       |
| 26. September 1908 | Alter Friedhof – Heideckstr. – Neuer Friedhof                   |

Zu Beginn des Ersten Weltkriegs existierten insgesamt elf Linien in und um Krefeld, welche bis auf eine Ausnahme mit Nummern und Kennfarben versehen waren.
| Nummer | Strecke | Takt (Minuten)        |
| 1      | Uerdingen Markt – Bockum – Tiergarten – Rheinstr. – Markthalle – St. Töniser Str. – St. Tönis                | 10                    |
| 2      | Tiergarten – Rheinstr. – Markthalle – St. Töniser Str.                                                       | 10                    |
| 3      | Hüls – Moritzplatz – Markthalle – Ostwall – Hauptbahnhof – Königshof – Fischeln                              | 15                    |
| 4      | Moritzplatz – Markthalle – Ostwall – Hauptbahnhof – Königshof                                                | 15                    |
| 5      | Frankenring – Westwall – Dreikönigenstr. – Bahnstr. – Dießem                                                 | 20                    |
| 6      | Frankenring – Westwall – Dreikönigenstr. – Bahnstr. – Oppum – Linn – Rheinhafen                              | 20                    |
| 7      | Moerser Platz – Ostwall – Hauptbahnhof – Tannenstr. – Hubertusstr. – Amtsgericht – Kaserne                   | 10                    |
| 8      | Traar – Verberg – Moerser Platz – Ostwall – Rheinstr.                                                        | 60                    |
| 9      | Stadtwald – Bismarckplatz – Uerdinger Str. – Ostwall – Hauptbahnhof – Augustaplatz – Behringshof – Stahlwerk | 10                    |
| 10     | Deutscher Ring – Augustaplatz – Stahldorf – Willich – Schiefbahn                                             | 60                    |
| -      | Augustaplatz – Martinstr. – Friedhof                                                                         | Pendellinie ohne Takt |

### Vom Ersten bis zum Zweiten Weltkrieg
Wie in anderen Straßenbahnbetrieben auch, wurden in Krefeld zahlreiche Männer zur Armee einberufen, sodass ihre Posten von Frauen übernommen wurden. Zusätzlich wurden acht Wagen für die Beförderung von Kranken und Verwundeten umgerüstet. Ab 1917 kamen Gütertransporte hinzu. Da hierzu auch die Beförderung von Kohle gehörte, stellte man am 8. Februar 1918 eine Verbindung zwischen Traar und Moers her und erhielt direkten Anschluss an die Moers-Homberger Straßenbahn GmbH. Im Westen erfolgte in Schiefbahn der Anschluss an die Straßenbahn München-Gladbach (damaliger Name von Mönchengladbach). Ab der Fertigstellung verkehrten auf diesen Gleisen zwischen Moers, Krefeld, Willich, München-Gladbach und Rheydt vier dampfbetriebene Züge.
Nach dem Ende des Krieges begann am 19. Mai 1919 auch die Personenbeförderung zwischen Krefeld und München-Gladbach. Allerdings mussten Reisende in Schiefbahn umsteigen. Ab dem 15. November 1920 gab es auch eine elektrifizierte Strecke zwischen Krefeld und Moers.
Infolge der Inflation und der damit einhergehenden Engpässe in der Versorgung mit Kohle kam es in den Nachkriegsjahren mehrfach zu Einstellungen des Fahrbetriebs. So ruhte der Verkehr zwischen dem 21. Dezember 1919 und dem 12. Januar 1920, dem 22. Januar und 1. Februar 1920 sowie dem 21. September und dem 15. Oktober 1923.

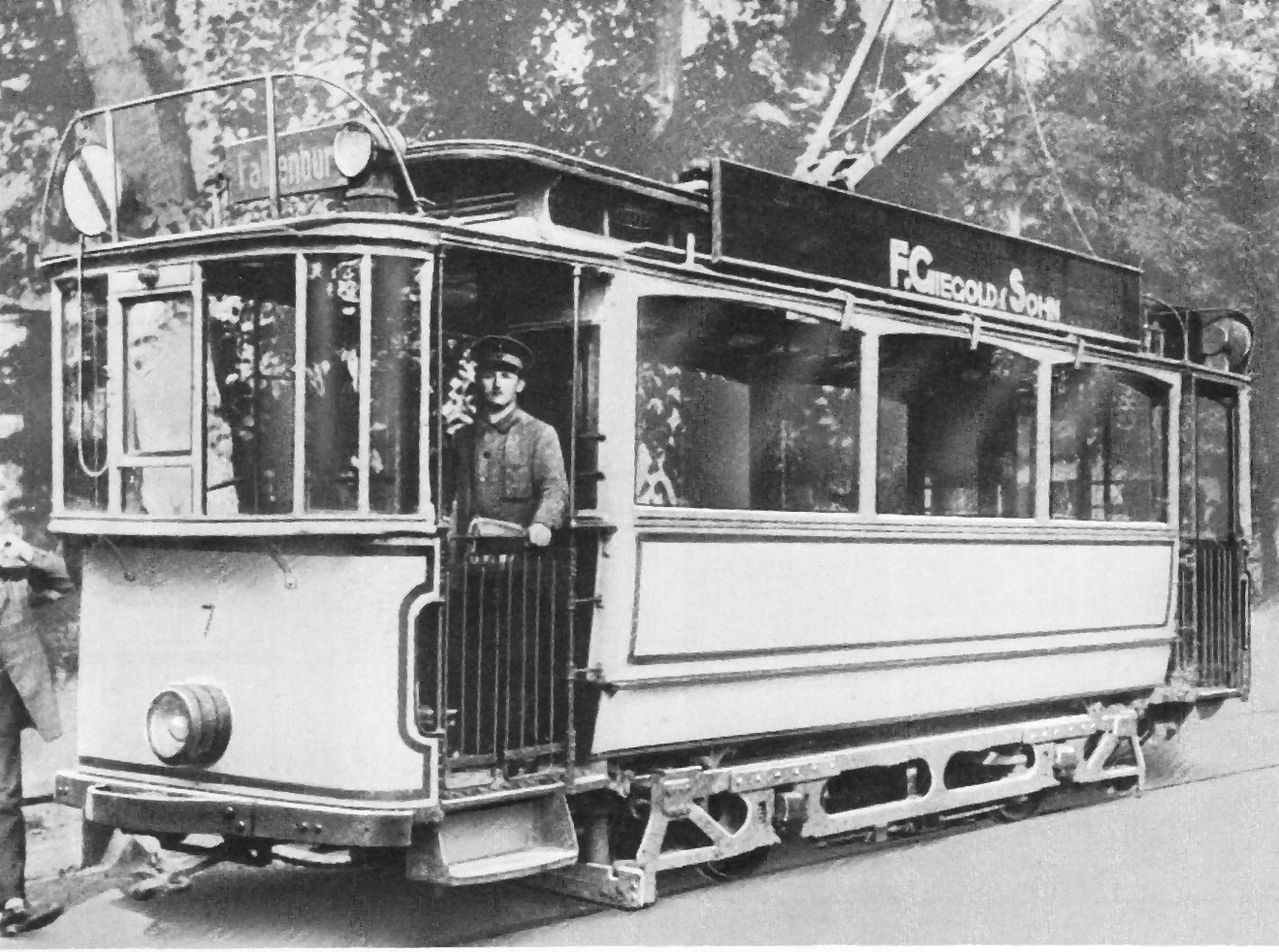
Ehemalige Krefeld-Wagen in Weimar im Einsatz (Richtung Falkenburg)

Ende 1924 wurden acht Gebrauchtwagen (1900 gebaut) an die Straßenbahn Weimar verkauft und in Weimar im Januar 1925 in Betrieb genommen. Zwei weitere Wagen aus der Serie gingen im selben Jahr an die Herkulesbahn in Kassel.
Trotz der Schwierigkeiten ging der Ausbau des Netzes stetig voran. Unter anderem führte man am 9. Februar 1925 eine durchgehende Linie zwischen Krefeld und München-Gladbach ein. Am 1. April desselben Jahres wurde auch die von der Crefelder Straßenbahn AG und der Moers-Homberger Straßenbahn GmbH gemeinsam betriebene Linie zwischen beiden Städten in Betrieb genommen. Zu Beginn der 1930er Jahre kamen zahlreiche neue Strecken hinzu.
| Eröffnungsdatum  | Strecke                                                                  |
| 15. März 1920    | Rheinhafen – Reinholdhütte                                               |
| 1. Mai 1922      | Gladbacher Str. – Lehmheide – Heideckstr. – Wasserturm – Gladbacher Str. |
| 15. Mai 1926     | Heideckstr. – Stahlwerk                                                  |
| 15. Mai 1927     | Uerdinger Str. – Grenzstr. – Oppumer Str.                                |
| 4. April 1928    | Uerdingen Röttgen – Kurfürstenstr. – Bahnhof Uerdingen                   |
| 13. April 1930   | Uerdinger Str. – Kronprinzenstr. – Voltastr.                             |
| 13. April 1930   | Friedrichstr. – Hubertusstr.                                             |
| 11. Mai 1930     | Friedrichsplatz – Hubertusstr.                                           |
| 30. Juli 1930    | Theaterplatz – Carl-Wilhelm-Str. – Lohstr. – Rheinstr.                   |
| 12. Oktober 1930 | Stadtwald – Verberg (auf separatem Bahnkörper)                           |
| 12. Oktober 1930 | Uerdinger Str. – Victoriastr. – Bismarckplatz                            |
| 12. Oktober 1930 | Preußenring – Westbahnhof – Frankenring – Lewerentzstr. – Tannenstr.     |

Parallel zu den Neubauten wurden einige Strecken in benachbarten Straßen stillgelegt. Insgesamt schuf man bis zum 12. Oktober 1930 15 Linien mit einer Gleislänge von 68 Kilometern. Die Kennfarben der Linien waren mittlerweile verschwunden:
| Nummer | Strecke | Takt (Minuten) |
| 1      | Hohenbudberg Kirche – Uerdingen Bahnhof – Bockum – Rheinstr. – Markthalle – St. Tönis                                                              | 30             |
| 2      | St. Töniser Str. – Obergplatz – Markthalle – Rheinstr. – Bockum – Uerdingen Bahnhof                                                                | 30             |
| 3      | Hüls – Friedrichplatz – Markthalle – Ostwall – Hauptbahnhof – Königshof – Fischeln                                                                 | 15             |
| 4      | Inrath – Friedrichsplatz – Markthalle – Ostwall – Hauptbahnhof – Königshof                                                                         | 15             |
| 5      | Hindenburgstr. – Amtsgericht – Friedrichsplatz – Rheinstr. – Kronprinzenstr. – Voltastr. -Dießem                                                   | 15             |
| 6      | Reinholdhütte – Linn – Oppum – Voltastr. – Kronprinzenstr. – Rheinstr. – Amtsgericht – Preußenring – weiter als Linie 11                           | 30             |
| 7      | Stadtwald – Vluyner Platz – Moerser Platz – Ostwall – Hauptbahnhof – Tannenstr. – Marktstr. – Amtsgericht – Hindenburgstr.                         | 15             |
| 8      | Rheinstr. – Hauptbahnhof – Stahldorf – Willich Kirche                                                                                              | 60             |
| 9      | Verberg – Stadtwald – Bismarckplatz – Ostwall – Hauptbahnhof – Stahlwerk                                                                           | 15             |
| 11     | Rheinhafen – Linn – Oppum – Bahnstr. – Hauptbahnhof – Tannenstr. – Frankenring – Westbahnhof – Preußenring – weiter als Linie 6                    | 30             |
| 12     | Ruhrort – Homberg – Moers – Kapellen – Traar – Verberg – Stadtwald – Moerser Platz – Ostwall – Hauptbahnhof                                        | 60             |
| 13     | (Ruhrort – Homberg – Moers – Kapellen -) Traar – Verberg – Stadtwald – Moerser Platz – Ostwall – Hauptbahnhof                                      | 60             |
| 14     | Rheinstr. – Hauptbahnhof – Stahldorf – Willich Kirche – Schiefbahn – Niersbrücke – München-Gladbach Hauptbahnhof                                   | 60             |
| 15     | Uerdingen Bahnhof – Bockum – Grenzstr. – Ostwall – Hauptbahnhof – Lehmheide – Friedhof                                                             | 15             |
| 16     | Hauptbahnhof – Bahnstr. – Grenzstr. – Rheinstr. – Nordwall – Friedrichsplatz – Amtsgericht – Preußenring – Frankenring – Tannenstr. – Hauptbahnhof | 30             |

Ab 1931 war die Stadt Krefeld die alleinige Besitzerin der Straßenbahn. Ab dem 1. August firmierte sie unter der Bezeichnung Krefelder Verkehrs AG, kurz KREVAG. Nach und nach wurden Strecken eingestellt und verkürzt. So wurde am 15. Mai 1933 die Endhaltestelle in Fischeln von der Südschule zur Eichhornstraße zurückverlegt. Am 8. Oktober desselben Jahres wurde die Linie 5 eingestellt. Bis 1936 ruhte der Verkehr auf dem Abschnitt zwischen Rheinhafen und Reinholdhütte.
Kriegsbedingt kam es zu Einschränkungen. Am 8. Oktober endete auch der Gemeinschaftsverkehr mit der Moers-Homberger Straßenbahn GmbH, und die Reisenden mussten auf ihrem Weg nach Duisburg-Rheinhausen in Moers umsteigen. Da der Individualverkehr fast gänzlich zum Erliegen gekommen war, stiegen die Fahrgastzahlen so enorm an, dass die Straßenbahn gezwungen war, altes Wagenmaterial wieder einzusetzen. Auch der Güterverkehr wurde wieder aufgenommen. In der Nacht zwischen dem 21. und 22. Juni 1943 wurden durch einen Luftangriff der Fuhrpark und das Streckennetz erheblich beschädigt. 49 % der Trieb- und 22 % aller Beiwagen wurden zerstört. Bei einem zweiten Luftangriff am 11. Januar 1945 wurde die wiederhergestellte Wagenhalle völlig zerstört. Am 2. März 1945 wurde der Betrieb mit dem Einmarsch amerikanischer Truppen eingestellt.

### Nachkriegszeit
Nach dem Ende des Krieges begann man ab dem 25. Juni 1945, den Betrieb wieder aufzunehmen. Bis Ende 1946 konnte fast das ganze Netz wieder befahren werden, wenn auch mit verminderter Taktfolge. Bis Ende 1949 fuhren die Linien 1, 3, 5, 6, 8, 12 und 14 wieder. Ab dem 3. Dezember 1949 ergänzte zudem der Oberleitungsbus Krefeld die Straßenbahn, er bestand aus einer einzigen Linie mit der Nummer 19 und führte vom Hauptbahnhof nach Benrad. Am 15. Dezember 1952 waren folgende Straßenbahnlinien in Betrieb.
| Nummer | Strecke                                                        |
| 1      | Fischeln – St. Tönis                                           |
| 2      | Hohenbudberg – Hauptbahnhof                                    |
| 5      | Bockum – Edelstahlwerk                                         |
| 6      | Hüls – Rheinhafen                                              |
| 8      | Rheinstr. – Ostwall – Schiefbahn                               |
| 9      | Verberg – Edelstahlwerk                                        |
| 10     | Verberg – Friedhöfe – Edelstahlwerk (in der Hauptverkehrszeit) |
| 11     | Eisstadion – Westbahnhof                                       |
| 12     | Moers – Hauptbahnhof                                           |
| 14     | M. Gladbach – Ostwall – Rheinstr.                              |

Schon in dieser Zeit machte sich die wachsende Konkurrenz durch den Individualverkehr bemerkbar. Nach und nach wurden etliche Linien eingestellt und durch Omnibusse ersetzt. Um der aufkommenden Diskussion entgegenzutreten, bestellte man bei Professor Johannes Schlums von der TH Hannover ein Gutachten über die Zukunft des ÖPNVs in Krefeld. Der Gutachter schlug vor, die Straßenbahn komplett einzustellen und als Ersatz Busse einzusetzen. Er sei zu der Erkenntnis gelangt, dass die Bahn ein Hindernis im öffentlichen Straßenraum sei und es selbst nach Umbauten bliebe. Mit Omnibussen, so argumentierte er weiter, ließen sich sowohl beim Personal als auch bei den Fahrzeugen enorme Kosten sparen. Da dieses Ergebnis bei der Bevölkerung auf Ablehnung stieß, ließ Friedrich Lehner von der Üstra ein Ergänzungsgutachten erstellen, welches eine Reduzierung auf ein Grundnetz vorsah. Es sah nur noch die Strecken Bockum – St. Tönis, Eisstadion – Fischeln, Hüls – Rheinhafen und Uerdingen – Edelstahlwerk vor. Mit 25 zu 15 Stimmen entschied 1962 der Stadtrat, dies umzusetzen. Somit schrumpfte das Liniennetz von 82,7 auf 43,2 Kilometer. Ende 1964 war folgendes Netz übriggeblieben.
| Nummer | Strecke                                                                  |
| 1      | Fischeln Friedhof – St. Tönis Wilhelmplatz                               |
| 2      | Eisstadion – Hauptbahnhof – Friedhöfe/DEW-Betriebsverwaltung             |
| 3      | Uerdingen Bahnhof – Bockum – Hauptbahnhof                                |
| 4      | Hüls Betriebsbahnhof – Rheinhafen                                        |
| 5      | (Uerdingen Bahnhof –) Bockum – Hauptbahnhof, Verstärkerlinie in der HVZ. |

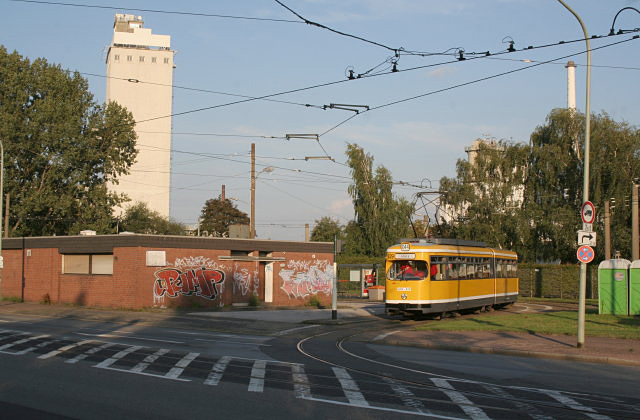
Mehr als 30 Jahre lang ein vertrauter Anblick: Duewag GT 8 (in der Endschleife Rheinhafen)

In den folgenden Jahren wurden zwar einige eingleisige Streckenabschnitte ausgebaut, gleichzeitig aber auch weitere Teile des Netzes stillgelegt.
In den 1970er Jahren kamen Überlegungen für ein weit angelegtes S- und Stadtbahnnetz in Nordrhein-Westfalen auf. So sollte in Krefeld die von Düsseldorf kommende Linie K (heute U76) als Nord-Süd-Strecke bis Hüls verlängert werden und in der Innenstadt (zwischen Kölner Straße und Moritzplatz) in einem Tunnel verschwinden. Eine zweite, aber meterspurige Tunnelstrecke (Ost – West) sollte als Schnellstraßenbahn unterhalb der St. Anton-Straße und der Uerdinger Straße verlaufen. Beide Vorhaben wurden bis heute nicht umgesetzt.
Seit dem 1. Januar 1980 ist die Stadt Krefeld Mitglied im VRR. Aus den Straßenbahnlinien 1 bis 4 wurden die Linien 041 bis 044.
Am 17. Dezember 1981 wurden die ersten Maßnahmen zur sogenannten ÖPNV-Beschleunigung in Krefeld eingeführt. So wurde an diesem Tag für alle Linien eine automatische Fahrwegesteuerung in Betrieb genommen, was die Reisegeschwindigkeit der Straßenbahn erhöhte. Die Linien 042 und 043 wurden auf der Strecke zwischen Ostwall und Bockumer Platz mit einer Ampelvorrangschaltung versehen, die ihnen deutliche Vorteile gegenüber dem Individualverkehr bringt.
Die Weiterführung der Linie 042 nach Elfrath erfolgte in zwei Abschnitten: zwischen Bockum, Badezentrum und Bockum, Friedhof wurde eine Wendeschleife angelegt, die heute noch existiert, aber nicht mehr an das Streckennetz angeschlossen ist. Die Strecke wurde bis nach Gartenstadt weitergeführt und dort mit einer provisorischen Wendeschleife beendet. Ab Bockum, Friedhof führt die Strecke nicht mehr über öffentliche Straßen, sondern über eine eigene Trasse. Die nächste Ausbaustufe war die Unterführung der Nordtangente, was ein erhebliches Bauvorhaben war, da die Nordtangente später zu einem vierspurigen Autobahnzubringer ausgebaut werden sollte.
Das letzte Teilstück von Gartenstadt bis Elfrath wurde am 3. April 1982 eröffnet. Bereits 1980 und 81 wurden neue Zweirichtungswagen des Typs M8 angeschafft.
Am 24. September 1989 wurde die Linie 042 von ihrem bisherigen Endpunkt am Krefelder Hauptbahnhof über die Gladbacher Straße und die zum Teil reaktivierte Strecke Richtung Willich bis zur neuen Endhaltestelle „TEW Tor 3“ (heute „Edelstahlwerk Tor 3“) verlängert. Die Endstelle besitzt ebenfalls, wie die Endhaltestelle „Elfrather Mühle“ ein Stumpfgleis. Die Buslinien von und nach Willich wurden gleichzeitig gekürzt und enden seit dem dort. Die Anschlüsse von und zur Straßenbahn sind zeitlich aufeinander abgestimmt.
1990 wurde die KREVAG mit der Stadtwerke Krefeld GmbH verschmolzen.
Am 29. Mai 1994 wurde wieder eine Neubaustrecke eröffnet. Die Linie 041 wurde um einige hundert Meter verlängert und hat jetzt in Grundend eine gemeinsame Haltestelle mit den aus Düsseldorf und Meerbusch kommenden Linien U70 und U76. Zwei Jahre später wurde am 6. September 1996 am Weeserweg der modernisierte Betriebshof eröffnet. Die Kosten für den Umbau und die Modernisierung betrugen rund 100 Millionen DM.
1997 wurde ein neues Gutachten für die Straßenbahn in Auftrag gegeben. Dieses kam zu dem Ergebnis, die Straßenbahnstrecken von Krefeld nach Willich und Moers zu reaktivieren. Auch sollte die Straßenbahn vom Friedrichsplatz über das Eisstadion bis zur Benrader Straße, vom Wilhelmplatz in St. Tönis bis Vorst und in Hüls vom Betriebshof bis in den Ortskern verlängert werden. Diese Vorschläge sind jedoch nie über das Planungsstadium hinaus gekommen.
Der Verkehrsbetrieb wurde im Jahr 2002 wieder als Tochter SWK MOBIL GmbH ausgegliedert.
Aufgrund der bald notwendigen Sanierung und der geringen Auslastung der Straßenbahnstrecke zwischen Oberschlesienstraße und Tackheide wurde der Abschnitt am 9. Juni 2013 stillgelegt. Die Linie 043 endet seitdem bereits am Hauptbahnhof. Das Gebiet Tackheide wird nur noch durch die bereits bestehende Buslinie 054 und die verlängerte Buslinie 069 erschlossen.

## Aktuelles Liniennetz

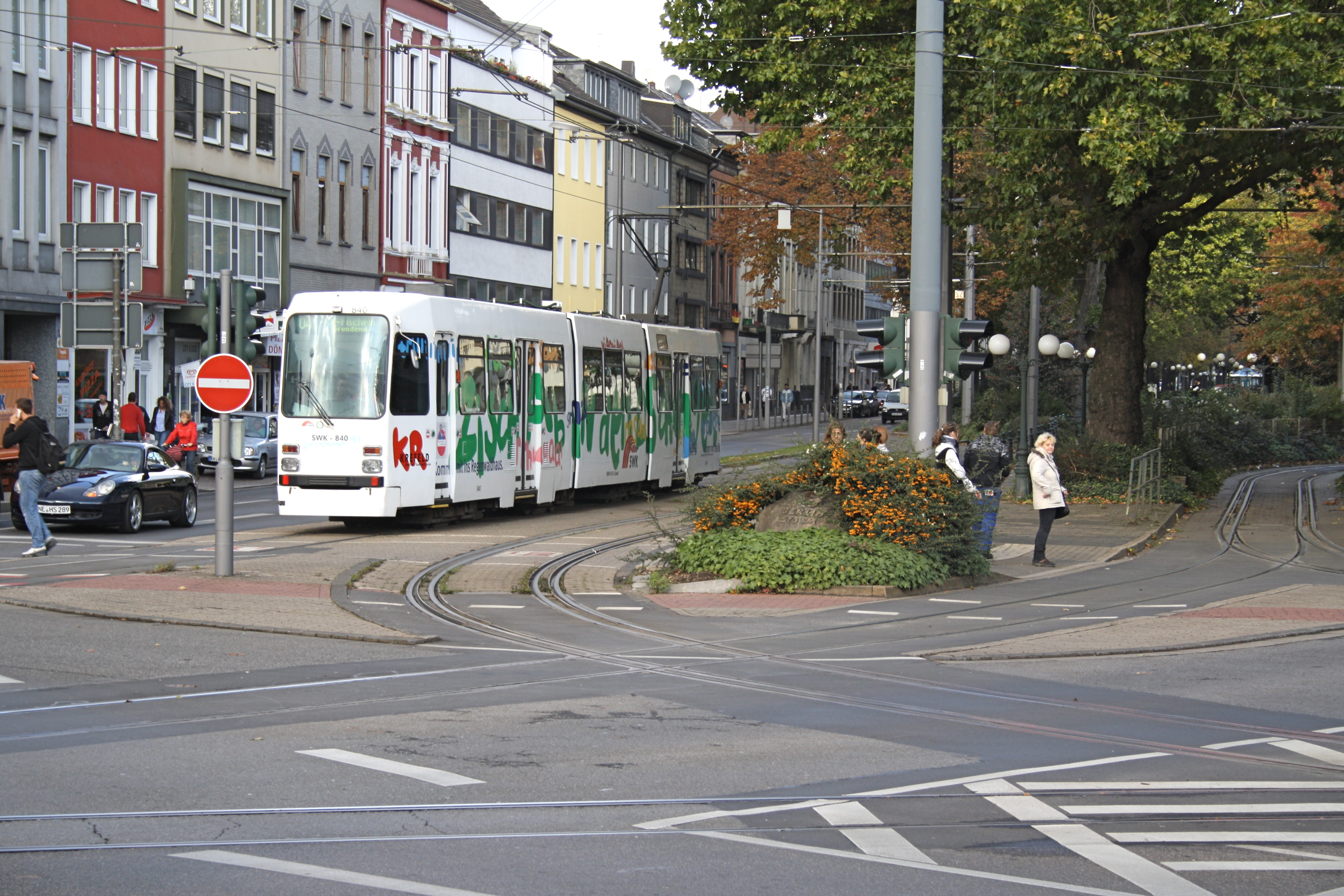
Stadtbahnwagen M auf der Straßenbahnlinie 041 und Vierschienengleis am Ostwall

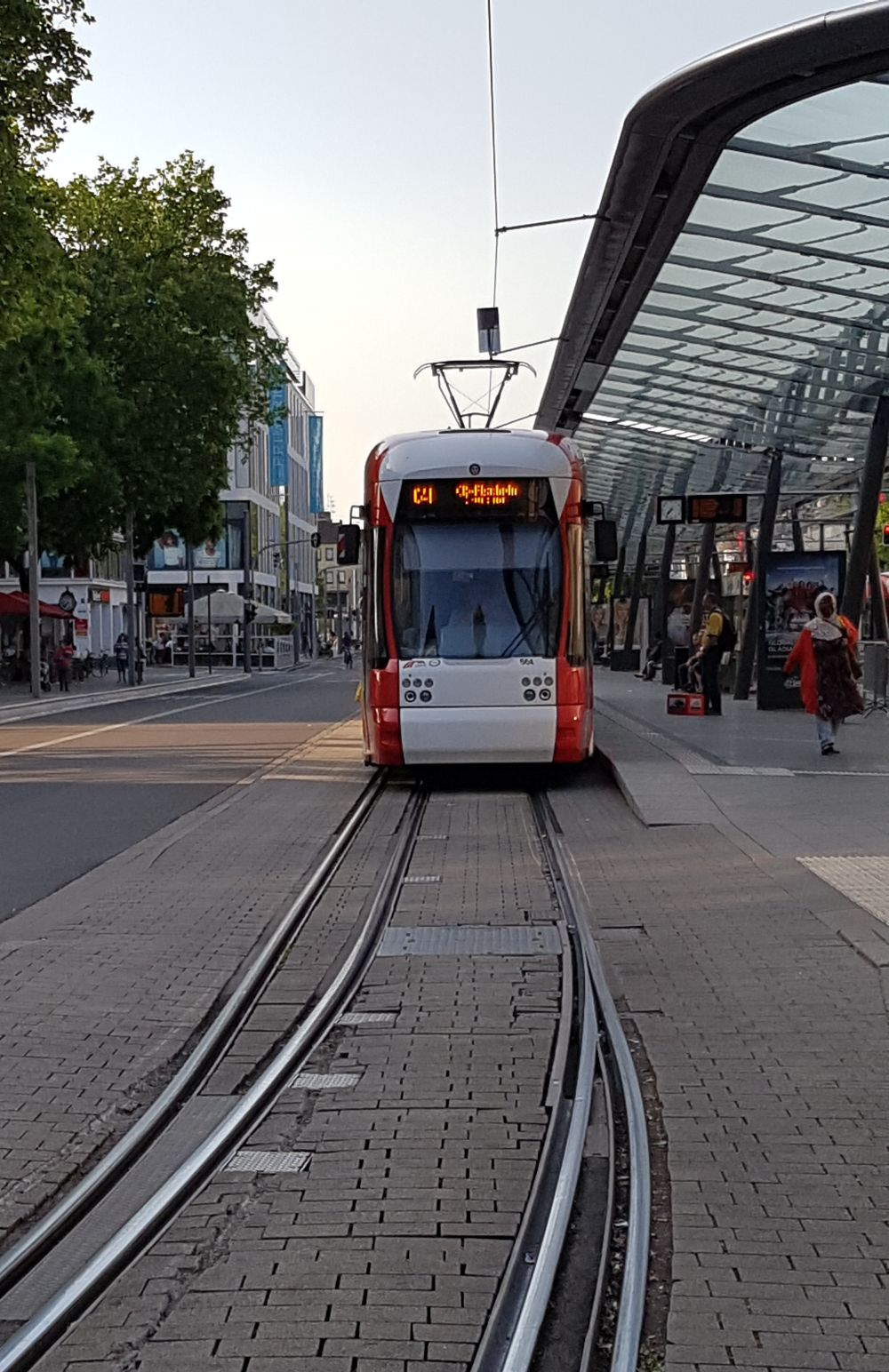
Übergang von Drei- auf Vierschienengleis an der Haltestelle Rheinstraße mit 6NGTW Nr.564 und neuem Glasdach nach dem Umbau 2015

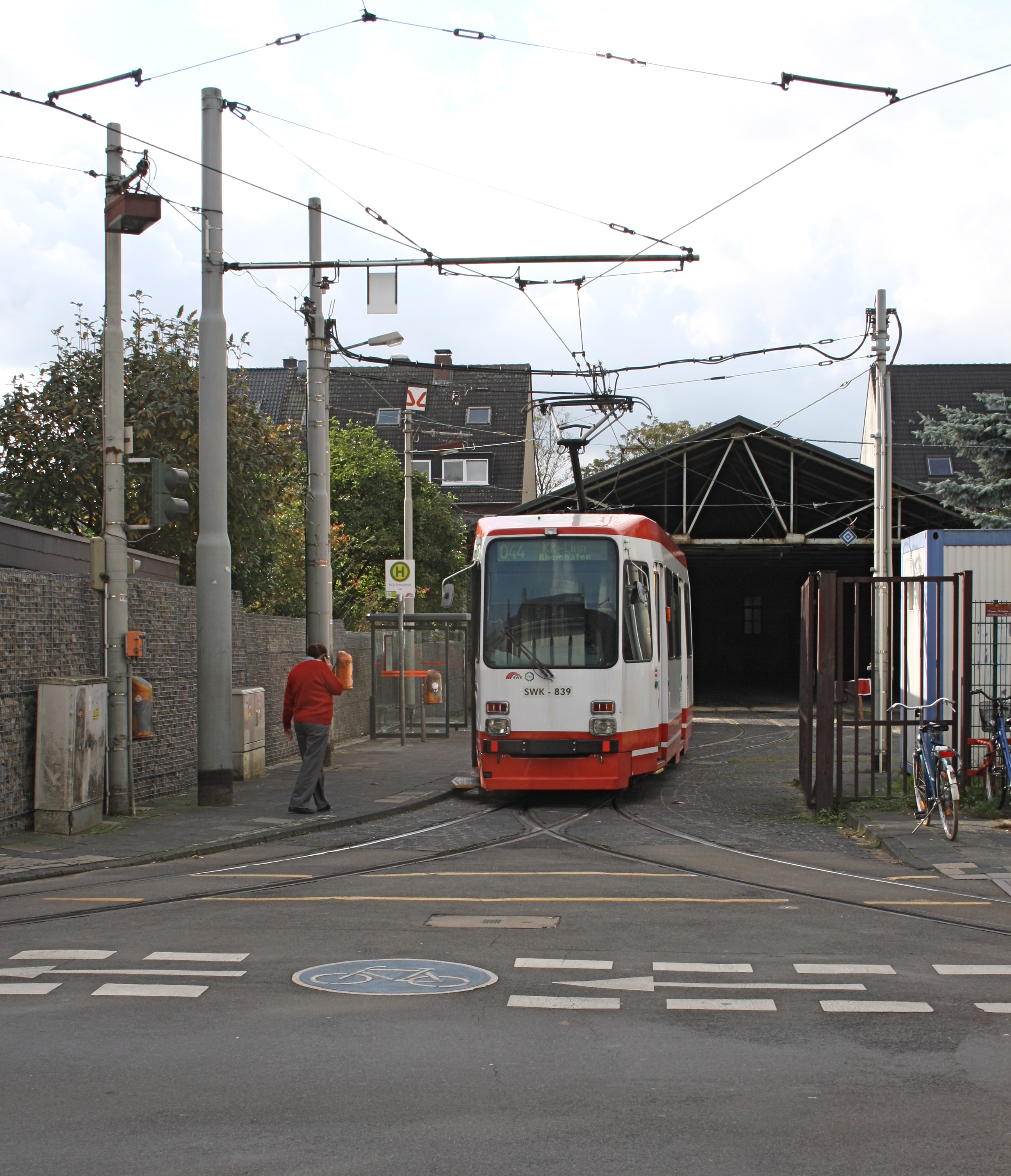
Abfahrtsbahnsteig der Endhaltestelle der Linie 044 vor der 2021 abgebrochenen Wagenhalle in Hüls (2011)

Die vier meterspurigen Straßenbahnlinien verkehren in Krefeld und St.Tönis, zwei normalspurige Linien führen von Düsseldorf kommend in die Stadt. Alle sechs verlaufen im Zentrum zusammen, auf dem Ostwall liegen hierzu Mehrschienengleise.
| Linie | Verlauf                                                                                            |
| 041   | Tönisvorst, St. Tönis – Krefeld Hbf – Königshof – Fischeln – Grundend                              |
| 042   | Elfrather Mühle – Gartenstadt – Bockum – Krefeld Hbf – Lehmheide – Stahldorf – Edelstahlwerk Tor 3 |
| 043   | Uerdingen Bf – Bockum – Krefeld Hbf                                                                |
| 044   | Rheinhafen – Linn – Oppum – Krefeld Hbf – Inrath – Hüls                                            |
| U70   | Krefeld, Rheinstr. – Krefeld Hbf – KR-Grundend – Meerbusch – Düsseldorf Hbf (Schnellverkehr)       |
| U76   | Krefeld, Rheinstr. – Krefeld Hbf – KR-Grundend – Meerbusch – Düsseldorf Hbf                        |

In den Nächten von Sonntag auf Montag bis Donnerstag auf Freitag verkehren die Straßenbahnlinien bis circa 24:00 Uhr. In den Nächten von Freitag auf Samstag und Samstag auf Sonntag sind die Linien 041, 042 und 044 bis etwa 3:30 Uhr in Betrieb.

## Aktuelle Entwicklungen und Wagenpark

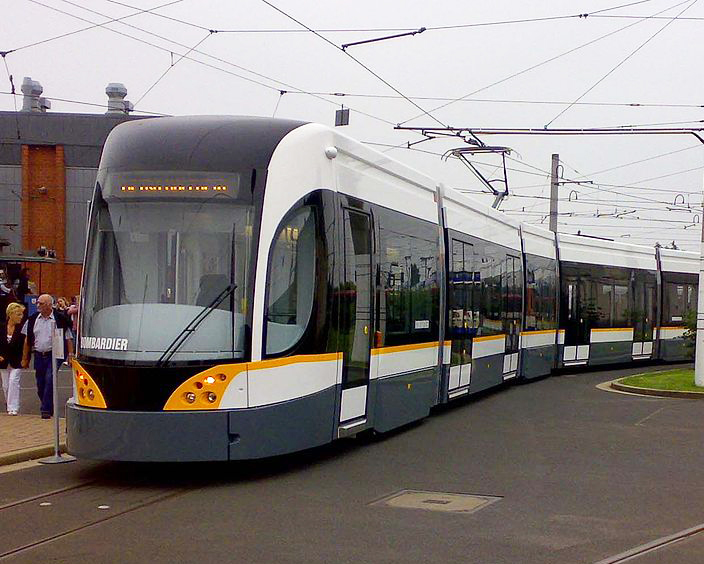
Am 3. Juni 2007 wurde in Krefeld ein Straßenbahnzug Flexity Outlook der Firma Bombardier aus Valencia vorgestellt

Im Februar 2007 wurde entschieden, auch in Zukunft stärker auf die Straßenbahn als auf den Bus zu setzen. So sollten in den folgenden Jahren 100 Millionen Euro in den Ausbau und die Erneuerung des Schienennetzes investiert werden. Etwa die Hälfte davon soll in die Anschaffung von 38 neuen und modernen Straßenbahnwagen fließen, sodass alle Fahrzeuge schrittweise ausgetauscht werden. Ein Ausbau des Streckennetzes ist lediglich mit einer Verlängerung in Hüls geplant. Für die Verlängerung nach Willich im Süden wird zwar die Trasse freigehalten, einen Zeitpunkt für die Durchführung gibt es nicht.

### Modernisierung des Fuhrparks

#### Ausschreibung und Umstellung auf Niederflur
Im Juni 2007 wurde die Lieferung von 19 neuen Niederflur-Straßenbahnwagen und eine Option für weitere 19 Züge europaweit ausgeschrieben. Die Ausschreibung endete Anfang Dezember 2007. Am 18. Dezember 2007 gab die SWK bekannt, dass die Entscheidung für den Typ Flexity Outlook C (FOC) des Herstellers Bombardier gefallen sei. Eine Absage bekamen sowohl die in Krefeld-Uerdingen ansässige Firma Siemens Mobility als auch der französische Konzern Alstom. Gefertigt wurden die Wagen in den Werken in Aachen. Die Laufwerke wurden in Siegen produziert. Im September 2009 wurde der erste Wagen angeliefert und nahm am 21. Dezember 2009 den Fahrgastbetrieb auf. Die weiteren 18 Fahrzeuge des in Krefeld als 6NGTW geführten Typs wurden bis zum 6. August 2010 Monat für Monat paarweise ausgeliefert.
Infolge der Erneuerung des Wagenparks wurde am 15. Juli 2010 der letzte klassische Duewag-Gelenktriebwagen des Typs 8GTW abgestellt. Seit diesem Zeitpunkt werden nur noch Niederflurwagen der Type FOC und Hochflurwagen des Typs M8C eingesetzt.

#### Optionseinlöse FOC und weitere Ausmusterung M8C
Die Option zur Beschaffung weiterer Fahrzeuge des Typs FOC wurde eingelöst, dabei wurden nur zwölf weitere Fahrzeuge bestellt. Diese zweite Serie wurde zwischen dem 23. Mai 2014 und dem 11. Dezember 2014 ausgeliefert und trägt die Wagennummern 660 bis 671. In diesem Zuge wurden nach und nach M8C ausgemustert und verschrottet:
| Nummer | Ausmusterung                                    | Verschrottung         | Modernisierung         |
| ------ | ----------------------------------------------- | --------------------- | ---------------------- |
| 831    | Januar, Februar 2015                            | 3. Dezemberwoche 2017 |                        |
| 832    |                                                 | November 2014         |                        |
| 833    | Januar, Februar 2015                            | 17. Juli 2017         |                        |
| 834    | Januar, Februar 2015 Reaktivierung Februar 2016 |                       |                        |
| 835    |                                                 |                       |                        |
| 836    | Januar, Februar 2015                            |                       |                        |
| 837    | Januar, Februar 2015                            | 27. Dezember 2017     |                        |
| 838    |                                                 |                       |                        |
| 839    |                                                 |                       |                        |
| 840    |                                                 | Dezember 2014         |                        |
| 841    | Januar, Februar 2015                            | 24. Juli 2017         |                        |
| 842    |                                                 |                       | zwischen 2019 und 2025 |
| 843    |                                                 | November 2013         |                        |
| 844    |                                                 |                       | zwischen 2019 und 2025 |
| 845    |                                                 |                       | zwischen 2019 und 2025 |
| 846    |                                                 | Juni 2014             |                        |
| 847    |                                                 |                       | zwischen 2019 und 2025 |
| 848    |                                                 |                       |                        |
| 849    |                                                 | März 2014             |                        |
| 850    |                                                 |                       | zwischen 2019 und 2025 |

#### Ausschreibung zweite Generation Niederflur
Bis 2031 sollen die verbliebenen M8C ersetzt werden. Im Juni 2024 erprobten die SWK in diesem Zusammenhang einen Straßenbahnwagen des Typs M8D-NF4 der Ruhrbahn aus Essen. Die Probefahrten verliefen erfolgreich. Im Juni 2025 veröffentlichten die SWK gemeinsam mit der Ruhrbahn und der STOAG eine Ausschreibung zur Beschaffung von Fahrzeugen, die nach dem Ruhrbahn-Schema als Typ NF5 eingeordnet werden. Für Krefeld sind dabei sechs rund 30 Meter lange Fahrzeuge als Festbestellung sowie bis zu sieben Wagen der gleichen Länge als Option vorgesehen.

### Erneuerung und Adaptierung der Infrastruktur
Von Juni 2014 bis April 2015 und zwischen August und Dezember 2015 wurde die Haltestelle Rheinstraße, der zentrale Verknüpfungspunkt aller Straßen- und Stadtbahnlinien, umgebaut. Die bisherigen ebenerdigen Zustiege wurden durch einen niederflurigen Mittelbahnsteig für alle Züge ergänzt. Dieser ist für die hochflurigem Düsseldorfer Stadtbahnwagen allerdings nicht barrierefrei. Zwischen August und Dezember 2015 wurde das neue Glasdach über der Haltestelle Rheinstraße gebaut, am 23. Dezember 2015 ging die neue Anlage in Betrieb. Die Züge der Linien U70 und U76 fahren seit dem 7. Januar 2016 wieder bis zur Rheinstraße und wenden etwas nördlich der Haltestelle am Ostwall.
Während des Umbaus der Haltestelle Rheinstr. wurden die Straßenbahnzüge über Bahnstraße, Philadelphiastraße und Rheinstraße umgeleitet und somit die Haltestelle Dreikönigenstraße nicht bedient. Für die Haltestelle Rheinstraße gab es Ersatzhaltestellen in der Rheinstraße. Fahrgäste mit Ziel Dreikönigenstraße mussten ab Rheinstraße oder Hauptbahnhof Buslinien benutzen.
Im Zuge der neuen Haltestelle wurden auch die Gleisführungen neu geordnet – die Züge der Linie U76 wenden nicht mehr mittig in der Haltestelle, sondern hinter den Bahnsteigen zwischen Rheinstr. und St.-Antonstr. An der Haltestelle werden beide Systeme jetzt durch einen Gleisverbund außen an die Haltestelle geführt. Aufgrund der hochflurigem Züge der Linie U76 gab es wegen des nicht barrierefreien Einstiegs großen Unmut und rege Diskussionen, die sich auch auf die Planung der bevorstehenden Modernisierung der Haltestelle Hauptbahnhof für U76 und 044 auswirkten.
Wegen der neuen Gleisführung wurden auch für die Kreuzungen Ostwall/Rheinstraße und Ostwall/St.-Anton-Straße neue Gleise nötig. Während diese Arbeiten in einer Vollsperrung zwischen Freitagnachmittag (9. Mai 2014) und Montag früh (19. Mai 2014) durchgeführt wurden, gab es neben der genannten Ersatzstreckenführung über die Philadelphiastraße noch die Besonderheit, dass die Züge der Linien 041 und 044 nicht zu ihrem jeweils anderen Endziel fahren konnten. Da die Züge auch nicht den Betriebshof an der St.-Anton-Straße erreichen konnten, wurden sie auf dem ungenutzten Streckenabschnitt zwischen der Haltestelle Oberschlesienstraße und der ehemaligen Endhaltestelle/Wendeschleife Tackheide abgestellt.
Das war für diesen Streckenabschnitt auch die letzte Nutzung, 2016 wurde die Verbindung an der Haltestelle Oberschlesienstraße unterbrochen und die Weichen ausgebaut, sodass hier nur noch zur Endhaltestelle der 042 gefahren werden kann.

### Netzerweiterungen
Die Stadt Krefeld diskutiert die Erweiterung ihres Netzes. Angedacht sind Verlängerungen der Linie 042 von Stahldorf nach Willich sowie der Linie 044 vom Ortsrand Hüls (Steeger Dyk) bis in den Ortskern. Für die Linie 044 ist ein Endpunkt am Bahnhof Hüls vorgesehen. Lokalpolitiker versprechen sich einen großen Gewinn für den Ort.
Im aktuellen Nahverkehrsplan wird der Stadt Krefeld attestiert, dass eine neue Straßenbahnstrecke über Nordwall, Westparkstraße und Kempener Allee bis Kempener Feld ein hohes Gesamtpotenzial hat. Im Bereich der ehemaligen Kaserne, die sich an der geplanten Strecke befindet entsteht zudem ein neues Quartier für gut 2200 Menschen.

## Statistik
|                                   | 1906      | 1911       | 1928       | 1937       | 1951       | 1970       | 1996       | 2007       | 2018  |
| Triebwagen                        | k. A.     | 77         | 71         | 74         | 57         | 53         | 41         | 39         | 38    |
| Beiwagen                          | k. A.     | 67         | 63         | 61         | 54         | 28         | 0          | 0          | 0     |
| Streckenlänge (km)                | 34,03     | 58,13      | 70,40      | 72,76      | 67,10      | 41,80      | 37,70      | 37,70      | 36,70 |
| Betriebsleistung (Wagenkilometer) | 2 972 000 | 4 040 000  | k. A.      | 5 102 000  | 5 554 000  | 2 791 000  | 2 400 000  | 2 312 708  |       |
| Beförderte Personen               | 9 846 000 | 14 179 000 | 16 182 000 | 14 397 000 | 23 625 000 | 13 374 000 | 14 000 000 | 23 725 000 |       |